# Robert Hentges
Robert „Roby“ Hentges (* 15. September 1940 in Differdingen) ist ein ehemaliger luxemburgischer Radrennfahrer und nationaler Meister im Radsport.

## Sportliche Laufbahn
Hentges war Teilnehmer der Olympischen Sommerspiele 1960 in Rom. Beim Sieg von Wiktor Kapitonow im olympischen Straßenrennen belegte er den 14. Platz. 1961 und 1962 gewann er die nationale Meisterschaft im Straßenrennen der Amateure. 1962 siegte er im Grand Prix Kellen, wobei er unter anderem Edy Schütz auf die Plätze verwies.